# Charles Stark Draper
Pour les articles homonymes, voir Draper.
Charles Stark Draper (2 octobre 1901, Windsor – 25 juillet 1987) est connu comme le « père du guidage inertiel ».

## Biographie
Il a fréquenté l'université du Missouri en 1917 puis l'université Stanford en 1919, de laquelle il sort diplômé d'un B.A. en psychologie en 1922. Ensuite, il s'est enrôlé au MIT, duquel il sort diplômé en génie électrique et en physique.

## Prix
En raison de ses inventions et contributions, Draper a été intronisé au National Inventors Hall of Fame en 1981.
Draper a reçu la médaille Howard N. Potts en 1960. En 1964, lui est décernée la National Medal of Science. C'est, en 1981, un récipiendaire de la médaille d'or Langley de la Smithsonian Institution.

## Postérité
Le prix Charles-Stark-Draper est décerné par l'Académie nationale d'ingénierie des États-Unis depuis 1989.